# Elaphomyces
Elaphomyces är ett släkte av svampar. Elaphomyces ingår i familjen hjorttryfflar, ordningen Eurotiales, klassen Eurotiomycetes, divisionen sporsäcksvampar och riket svampar.

## Källor

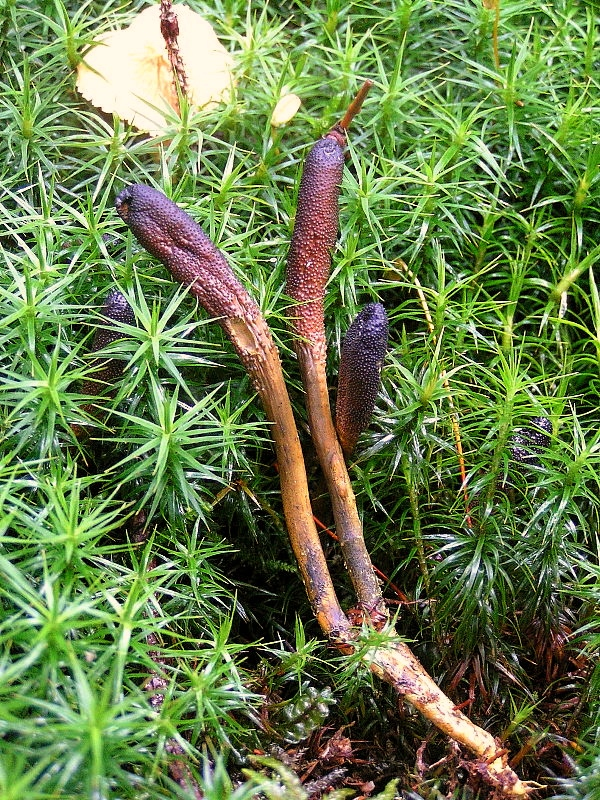
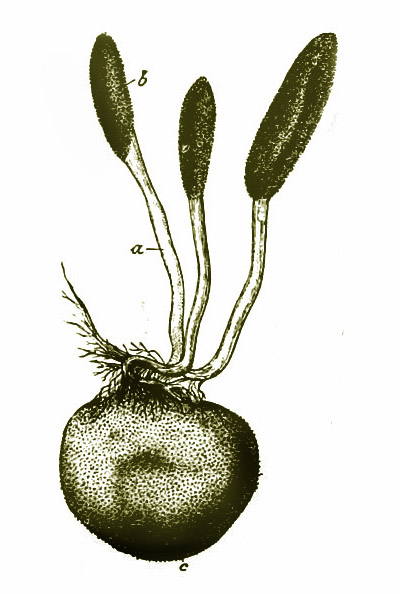

## Arter
- Elaphomyces aculeatus
- Elaphomyces anthracinus
- Elaphomyces citrinus
- Elaphomyces cyanosporus
- Elaphomyces granulatus,
- Elaphomyces japonicus
- Elaphomyces leucosporus
- Elaphomyces leveillei
- Elaphomyces morettii
- Elaphomyces muricatus
- Elaphomyces officinalis
- Elaphomyces viridiseptum[3]